# دروب ريمي
دروب ريمي (باليابانية: 家なき子レミ، ريمي البنت دون منزل) مسلسل أنمي ياباني مكون من 26 حلقة من إنتاج شركة نيبون أنيميشن. الأنمي مقتبس من رواية بلا عائلة للكاتب هيكتور مالو. دبلج للعربية بواسطة أستوديو الزهرة في عام 2001.
هذا ثاني إنتاج لهذه القصة بعد الإنتاج الأول كان اسمه ريمي في 1977 وفيه يكون ريمي صبي مثل الرواية الأصلية أما هذا المسلسل فهو الأحدث وصدر في 1996 وفيه تكون ريمي فتاة. انحدرت شعبية هذا المسلسل في اليابان بسبب حياده عن القصة الأصلية، ما تسبب في اختصار عدد حلقاته وإيقاف سلسلة مسرح "تحف العالم"، لكنه في المقابل أحرز شعبية كبيرة في بقية دول العالم التي عرض فيه مثل العالم العربي.

## القصة
ريمي هي فتاة من عائلة نبيلة فقدتها والدتها وهي طفلة رضيعة وربتها امرأة فقيرة على أنها ابنتها، ثم تكبر ريمي وتعرف الحقيقة، ويحاول زوج أمها أن يبيعها لحاجته للنقود، فتهرب ريمي مع فيتاليس الذي يعمل مع حيواناته الأليفة كفرقة غنائية جوالة، وتنضم إليهم كعضوة في الفرقة، وفي نفس الوقت تبحث عن أمها الحقيقية. وبالفعل تلتقي ريمي بأمها لكن دون أن تعلم أن هذه المرأة هي أمها الحقيقية، وبعد أن تبتعد عنها في تجوالها تعلم ذلك وتعود للبحث ثانية، كما أن أمها أيضا تعلم بالحقيقة وهي بعيدة عنها، ثم يكون اللقاء.
ريمي فتاة صغيرة ربتها عائلة فقيرة بعد أن وجدها جيروم في باريس وهي صغيرة، وبعد أن كبرت وأصبح عمرها عشر سنوات، جاء رب الأسرة بعد أن كان مسافرا فأخبرها بحقيقتها، وطردها فذهبت عند رجل لديه كرافان، ويقدم عروضا بحيواناته الأليفة فاشتغلت معه، وكان لديه قرد وثلاث كلاب فمروا بمغامرات كثيرة فعندما اقترب أجل الرجل، بعثها عند صديق له في باريس، ولكن ذلك الرجل قد مات فيما مضى، وأتى مكانه شخص أخر إذ به يشغل أطفالا مشردين في السرقة والتسول، وعندما تمر أيام كثيرة ومحن ومغامرات كثيرة تجد عائلتها، وهي عائلة برجوازية كان قد سرقت منهم ريمي من قبل طرف أحد اللصوص، وتركوها في باريس وهكذا أخذها رب الأسرة الأولى.
ويدل مسلسل الأنمي هذا على أن هناك روح طيبة تعيش بين الناس تناضل لتصل لما تسمو إليه، تساعد الناس وتحب الجميع. والدة ريمي الحقيقية اسمها ميليجان ولها أخ أصغر منها يدعى آرثر هو مقعد ولا يستطيع المشي. عندما مات العم فيتاليس، توجهت ريمي إلى باريس كما أوصاها، وهناك بحثت عن رجل اسمه كاسبر. وأخبرها أن الرجل الذي تبحث عنه هو عمه، وقد توفي العام الماضي أما هو فإنه يضمن للأطفال المشردين مكانا للمبيت وطعاما مقابل مال، ولكن هذا غير صحيح! بل إنه يستغلهم ويعاقبهم إذا لم يحضروا مالا كافيا، وقبلت ريمي عرضه في البقاء مع الأولاد وهم تسعة: ماتيو (13 سنة)، ليكاردو، ليزا شقيقة ماثيو الصغرى، ماريا، مارسيل والآخرون أسمائهم غير معروفة.

## الشخصيات
- ريمي: فتاة ذكية وبارعة تبلغ من العمر عشر سنوات، وتمتلك موهبة في الغناء.
- آن باربرين: الأم التي تبنت ريمي.
- جيروم باربرين: زوج آن، يعيش معها في قرية شافانون ويذهب إلى العمل في باريس.
- نانا: ابنة آن وجيروم.
- فيتاليس: صاحب العربة والحيوانات الذين أنضمت إليهم ريمي. بسبب تقدمه في السن, مرض ومات في نهاية الحلقة ثلاثة عشر.
- كابي: أحد كلاب فيتاليس، لونه أبيض وكبير.
- راموس: كلب صغير يملكه فيتاليس، تقتله الذئاب وهو في طريقه للقرية أو المدينة لعلاج جوليكور بصحبة الفرقة.
- جوجو: كلبة صغيرة وأحد كلاب فيتاليس الثلاثة، وهو مات أيضاً على يد الذئاب مثل راموس.
- جوليكور: قرد صغير أبيض وذكي ولكنه مشاغب.
- كاسبر: رجل شرير يقوم باستعباد الأطفال وإجبارهم على جمع النقود لصالحه.
- ماتيو: أحد الصبية الذين يعملون تحت إمرة كاسبر وهو رئيسهم، ولديه موهبة العزف على الكمان.
- ليزا: شقيقة ماتيو الصغرى.
- مارسيل: أحد الصبية الذين يعملون تحت امرة كاسبر وهو شخص حنون القلب.
- ماريا: إحدى الفتيات اللواتي يعملن تحت امرة كاسبر وهي فتاة يعتمد عليها في الطبخ واعمال المنزل الأخرى مع صغر سنها.
- سيدة ميليجان: والدة ريمي الحقيقية والتي التقتها عندما سجن فيتاليس.
- آرثر: أخ ريمي الذي التقى باخته أيضاً عندما سجن فيتاليس ولا يستطيع المشي.

## الممثلون
- هنادي السعدي - ريمي
- زياد الرفاعي - ماتيو
- آمنة عمر - ليزا
- سمر كوكش
- رأفت بازو - ريكاردو
- هشام كفارنة - جيروم
- حنان شقير - ارثر
- مأمون زرقان
- لورا أبو أسعد - السيدة ميليغن / كوزيت
- سمر عبد العزيز
- بسام الحسوني
- إيمان الأمير - ان
- رشا رزق - نانا
- مروان فرحات - كاسبر
- أنجي اليوسف
- مأمون الرفاعي - العم فيتالس

## الاختلافات بين الرواية والأنمي
|                                     | الأنمي | الرواية |
| ----------------------------------- | --- | --- |
| جنس ريمي                            | أنثى | ذكر |
| فيتاليس                             | هَرَبت ريمي مع فيتاليس وتنضم لفرقته وبنفس الوقت تحاول البحث عن عائلتها الحقيقية.                                                                                 | تمّ بيع ريمي من قبل السيد جيروم باربران إلى فيتاليس مقابل ثمن زهيد، ولم يكن يفكّر ريمي بمسألة ايجاد عائلته.                                                                                  |
| عائلة باربران                       | كان للسيدة باربران ابنة أصغر من ريمي بقليل اسمها نانا | لا وجود للشخصية نانا، بل كان للسيدة باربران ابنٌ فيما سبق ولكن توفيّ بعد ايجادهم لريمي بفترة قصيرة، وفيما بعد أصبح ريمي الابن الوحيد لها.                                                    |
| يخت البجعة                          | لا وجود لمركب البجعة، بل كان يوجد منزل شتوي للسيدة ميليغان وابنها آرثر                                                                                         | كانت السيدة ميليغان وآرثر يتنزّهان على متن مركب البجعة. |
| القبض على فيتاليس                   | قُبض على فيتالس بتهمة اشعال الحريق في عربته ولكن فيما بعد ثبتت براءته وتم اطلاق سراحه.                                                                          | حُكم على فيتالس السجن بضع شهور وغرامة مالية بسبب مقاومة واستخدام العنف لدى رجل أمن. |
| استعادة فيتاليس لريمي من يخت البجعة | عد أن عاد فيتاليس من السجن؛ طلب فيتاليس من السيدة ميليغان الاعتناء بريمي كابنة لها، بعد ذلك رحل ولكن ما أن سمعت ريمي عن رحيله لحقت به فوراً ولم ترضَ التخلي عنه. | بعد أن أطلق سراح فيتالس، كانت السيدة ميليغان متمسّكة جداً بريمي ولكن حاول فيتالس اقناعها قدر الامكان أن يعمل ريمي لديه، وكان ريمي لفترة من الزمن يتمنى أن يظل في أجواء الرفاهية عند ميليغان. |
| ماتيو وماتيا                        | أحبّت ريمي فتى يدعى "ماتيو" الذي يعمل تحت إمرة كاسبر، وهو فتى جدي الطباع ولديه موهبة العزف على الكمان                                                           | فقد تعرّف ريمي على "ماتيا" وهو قبيح الشكل يفتقر إلى الوسامة، يمتاز بشخصية مرحة على عكس شخصية ماتيو في الكرتون، وهو أيضاً لديه موهبة موسيقية شاملة.                                           |
| غاسبر وغاروفولي                     | تعمل ريمي عند "غاسبر" الشرير الذي يقوم على استعباد الأطفال وإجبارهم على جمع النقود                                                                             | يوجد شخصية غاروفولي الذي يبدي مظهراً خارجياً مختلفاً عن مظهر غاسبر، وهو أيضاً رجل شرير ويقوم باستعباد الأطفال ويقسو عليهم ولكن لحسن الحظ لم يتورّط ريمي في العمل لديه.                          |
| ليزا وليز                           | لدى ماتيو شقيقة صغرى تدعى ليزا كانت تعمل تحت امرة غاسبر أيضاً                                                                                                   | وجود شخصية ليز البكماء التي لا علاقة لها بماتيا، وهي ابنة بستاني يدعى بيير آكان احتوى ريمي وقد كان ريمي فرداً من عائلته لفترة من الزمان.                                                    |
| كلاب فيتاليس                        | أسماء الكلاب كابي وراموس وجوجو | أسماء الكلاب كابي ودزربينو ودولتشي |
| سبب خطف ريمي                        | لم يُذكر سبب خطف ريمي بشكل واضح وصريح في الكرتون | فقد تم اختطافه من طرف عمّه جيمس ميليغان ليكون الأخير الوريث الوحيد. |

## وصلات خارجية
- دروب ريمي على موقع IMDb (الإنجليزية)
- دروب ريمي على موقع كينوبويسك (الروسية)
- دروب ريمي على موقع قاعدة بيانات الفيلم (الإنجليزية)
- دروب ريمي على موقع ANN anime (الإنجليزية)

 (بالإنجليزية)